# Vasileios Polymeros
Vasileios Polymeros (* 20. Februar 1976 in Volos) ist ein ehemaliger griechischer Leichtgewichts-Ruderer, der bei vier Olympiateilnahmen zwei Medaillen gewann.

## Sportliche Karriere
Polymeros nahm an Olympischen Spielen immer im Leichtgewichts-Doppelzweier teil. 1996 in Atlanta belegte er zusammen mit Ioannis Kourkourikis den zehnten Platz. Nachdem er 1997 bei den U23-Weltmeisterschaften Sechster im Leichtgewichts-Einer geworden war, startete er bei den Weltmeisterschaften ohne Altersbeschränkung im Leichtgewichts-Doppelvierer und belegte in dieser Bootsklasse den fünften Platz. 1998 wurde Polymeros U23-Weltmeister im Leichtgewichts-Einer, bei den Weltmeisterschaften ohne Altersbeschränkung belegte er den neunten Platz im Einer. Bei den Olympischen Spielen 2000 in Sydney belegten Polymeros und Panagiotis Miliotis den achten Platz im Leichtgewichts-Doppelzweier.
Seine erste internationale Medaille in der Erwachsenenklasse gewann Polymeros zusammen mit Nikolaos Skiathitis, Ioannis Kourkourikis und Panagiotis Miliotis bei den Weltmeisterschaften 2001, als der griechische Leichtgewichts-Doppelvierer den zweiten Platz hinter den Italienern belegte. 2002 traten Skiathitis und Polymeros im Leichtgewichts-Doppelzweier an und belegten den fünften Platz bei den Weltmeisterschaften. 2003 in Mailand belegten die beiden Griechen den elften Platz. Nachdem Skiathitis und Polymeros im Ruder-Weltcup 2004 zweimal das A-Finale erreicht hatten, gewannen sie bei den Olympischen Spielen 2004 in Athen die Bronzemedaille hinter den Booten aus Polen und aus Frankreich, aber knapp vor den Dänen Mads Rasmussen und Rasmus Quist.
2005 wechselte Polymeros vom Doppelzweier zum Leichtgewichts-Einer, bei den Weltmeisterschaften in Gifu gewann er den Titel mit fünf Sekunden Vorsprung auf den Briten Zac Purchase. 2006 gewann Polymeros zum Weltcup-Auftakt den Einer, wechselte dann aber in den Doppelzweier mit Dimitrios Mougios. Nach einem dritten Platz beim Weltcup in Luzern ruderten die beiden bei den Weltmeisterschaften in Eton auf den neunten Platz. Ein Jahr später bei den Weltmeisterschaften 2007 in München siegten die Dänen Rasmussen und Quist, dahinter erhielten Mougios und Polymeros die Silbermedaille. Im September 2007 siegten die Ungarn Zsolt Hirling und Tamás Varga bei den Europameisterschaften, Polymeros und Mougios gewannen auch hier die Silbermedaille. Eine weitere Silbermedaille erhielten die beiden Griechen bei den Olympischen Spielen 2008 in Peking. Hier siegten die Briten Zac Purchase und Mark Hunter vor den Griechen und den dänischen Weltmeistern von 2007. Weder der britische Zweier noch die Dänen waren bei den Europameisterschaften 2008 am Start, hier gewannen die beiden Griechen zum Saisonausklang den Titel. Bei seiner letzten Weltmeisterschaftsteilnahme 2009 in Posen gewann Polymeros die Silbermedaille im Einer hinter dem Neuseeländer Duncan Grant. Bei den Europameisterschaften 2009 trat Polymeros mit Mougios im Leichtgewichts-Doppelzweier an und verteidigte seinen Titel aus dem Vorjahr.
Der 1,78 m große Vasileios Polymeros hatte das für einen Leichtgewichts-Ruderer typische Gewicht von 72 kg.